# Dualizm antropologiczny
Dualizm antropologiczny – stanowisko w filozofii człowieka, analogiczne do dualizmu ontologicznego w filozofii bytu, według którego człowiek jest jednością (zespołem) dwóch odmiennych, różnych od siebie substancji. W historii filozofii i nauki sformułowano wiele odmian dualizmu antropologicznego.
Platon był pierwszym filozofem dualistą antropologicznym. Wyraźnie przeciwstawił sobie duszę i ciało, choć człowiek był dla niego bardziej duszą niż ciałem.
Kartezjusz rozumiał ciało i umysł jako odrębne substancje, substancję duchową (u Kartezjusza res cogitans) i substancję materialną (res extensa).
Dzisiaj formułuje się też stanowiska dualistyczne w filozofii umysłu.